# Sinfonia n. 6 (Glazunov)
La Sinfonia n. 6 in do minore, Op. 58 di Aleksandr Konstantinovič Glazunov fu composta nel 1896 e fu dedicata al musicista Feliks Blumenfel'd. Sergej Rachmaninov ne ricavò una trascrizione per due pianoforti.